# GnuWin32
Das GnuWin32-Projekt stellt Windows-Portierungen von GNU- und Open-Source-Programmen zur Verfügung. Diese werden als kompilierte Programme, Quellcode-Patches, und Quelltext veröffentlicht.
Einige der Programme, die in GnuWin32 enthalten sind:
- GNU Programme wie bc, bison, chess, Coreutils, diffutils, ed, Flex, Gawk, gettext, grep, groff, gzip, iconv, less, m4, patch, readline, rx, sharutils, sed, tar, texinfo, units, wget, which
- Packprogramme, zum Beispiel: arc, aRJ, bzip2, gzip, lha, zip, zlib.
- Projekte, die nicht zu GNU gehören: cygutils, file, ntfsprogs, openssl, pcre, PDCurses.
- Grafikprogramme
- Tools zur Textverarbeitung
- Software für Mathematik und Statistik